# Eselsohr (Lesezeichen)

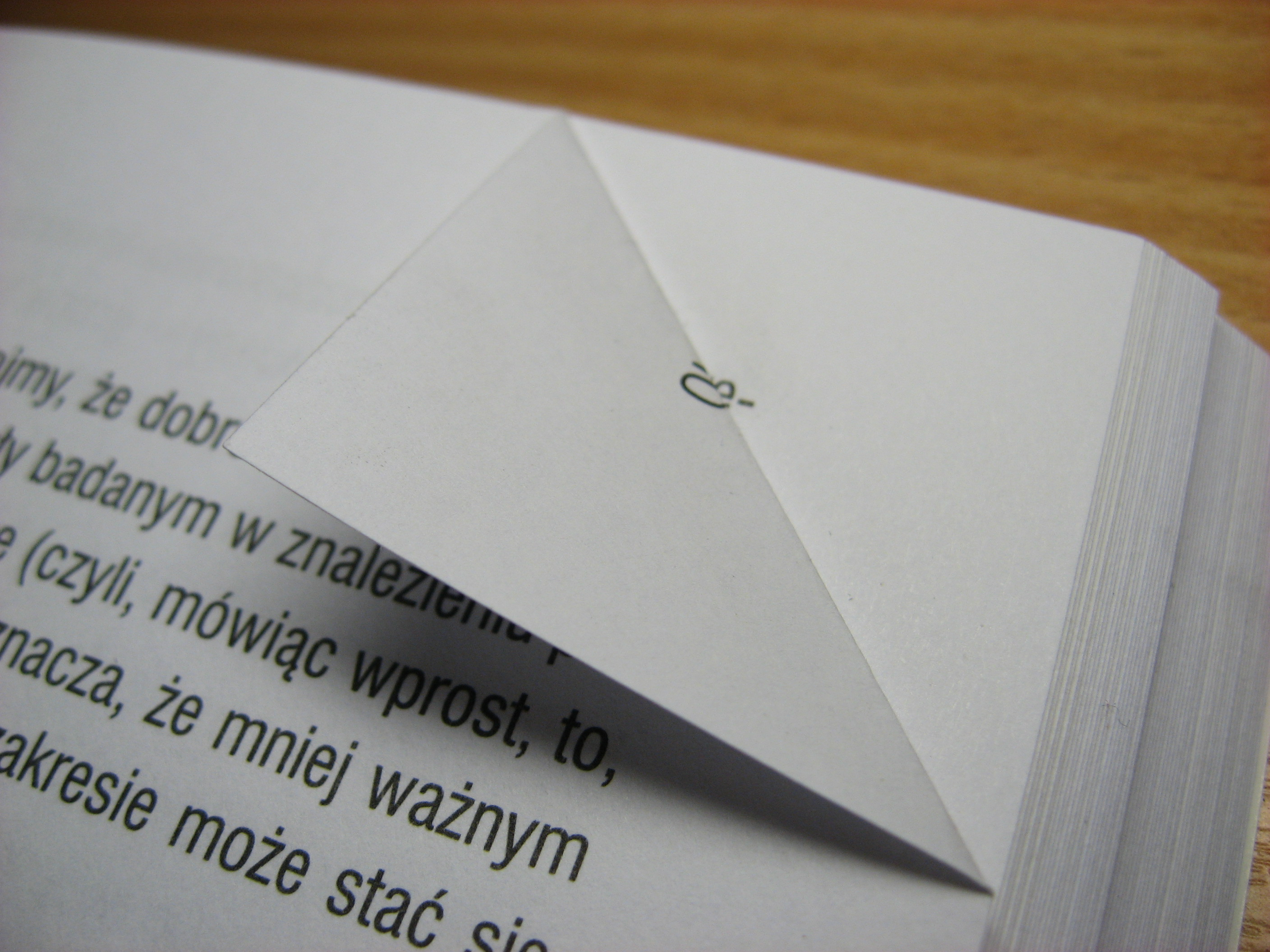
Eselsohr

Als Eselsohr wird eine umgeknickte Ecke eines Papierblattes bezeichnet – meist  eines Buches; auch einer Zeitschrift oder Zeitung. Die Bezeichnung rührt einerseits von der Form des Knickes her, die einem Ohr ähnelt, andererseits von der Bedeutung von Esel als Schimpfwort.
Die obere Ecke von Dokumenten und Urkunden, deren einzelne Blätter als zusammengehörig gekennzeichnet werden sollen, wird umgeklappt, um einen Stempelabdruck daraufsetzen zu können, der dann auf allen Blättern des Dokuments sichtbar ist. Siehe Schuppen von Dokumenten

## Entstehung
Das Umknicken einer oder mehrerer Seitenecken entsteht entweder aus einer beabsichtigten, als Lesezeichen gedachten Markierung zum Zwecke der schnelleren Wiederauffindbarkeit einer Seite oder aus Unachtsamkeit, beispielsweise durch unsachgemäßen Transport in Taschen oder unachtsames Schreiben auf einem Blatt Papier. Visitenkarten wurden zum Beispiel absichtlich geknickt, um sie vom Silbertablett, auf dem sie lagen, leicht aufnehmen zu können.

## Geschichte
Bereits im Deutschen Wörterbuch der Brüder Grimm ist der Begriff beschrieben als „folium libri complicatum, ein merkzeichen im gelesenen Buch durch einbiegen einer blattecke.“ Sie beziehen sich dabei auf den Dichter Andreas Gryphius (1616–1664), der in einem seiner Verse schrieb

„drein (in die bücher) setzt er manche hand und stern und eselsohr und durchgeflochten band.“

## Redewendung
Die ebenfalls bei den Brüdern Grimm ohne Hinweis auf den Urheber angemerkte Redewendung „Es ist selten ein Buch ohne Eselsohr“ geht auf den Augustinermönch Abraham a Sancta Clara (1644–1709) zurück, der sie in einem Vergleich mit dem Berufsstand der Advokaten aussprach. Es soll bedeuten, dass alle Dinge und Menschen auch Fehler haben können oder wie er meinte: „also ist auch selten ein Stand und Profession ohne böse Leute: dahero auch unter den Advokaten ebenfalls gewissenlose und tadelhafte Gesellen anzutreffen seynd.“

## Rechtliche Bewertung
Das beabsichtigte oder unbeabsichtigte Einfügen eines Seitenknickes gilt im Bestand öffentlicher Bibliotheken als Sachbeschädigung und kann den Nutzer zur Beschaffung eines Ersatzexemplares oder zur Erstattung des Sachwertes verpflichten.

## Andere Sprachen
- In England werden Eselsohren als dog-ear (Hundeohr) bezeichnet.
- In Frankreich heißen sie Corne (Horn).
- Auf Spanisch sagt man doblez (Knick).